# Málaga Club de Fútbol 2013-2014
Questa voce raccoglie le informazioni del Málaga nelle competizioni ufficiali della stagione 2013-2014.

## Stagione
La stagione 2013-2014 è stata la 33ª nella Liga per il Málaga. Nonostante il buon piazzamento nella stagione precedente, i Malaguistos non hanno potuto partecipare all'Europa League su decisione della UEFA, a causa del mancato rispetto del fair play finanziario. La società ha presentato ricorso al TAS di Losanna, che ha confermato la sanzione. La società, inoltre, è stata condannata al pagamento di una sanzione pari a 300.000 euro. Il campionato dei Boquerones si è concluso con l'undicesimo posto in classifica, frutto di 12 vittorie, 9 pareggi e 17 sconfitte. In Coppa del Re il club andaluso è uscito sconfitto, a causa della regola del gol in trasferta, nel doppio confronto contro l'Osasuna. 

## Maglie e sponsor
Ecco le maglie usate dal Málaga nella stagione 2013-2014.
|  | Casa | Trasferta | Terza maglia |

## Organigramma societario
Area direttiva
- Presidente: Abdullah bin Nasser bin Abdullah Al Ahmed Al Thani
- Vicepresidente: Abdullah Ghubn
- Vicepresidente esecutivo: Moayat Shatat
- Consiglio di consulenza: Antonio Fernández Benítez e Abdullah Ben Barek
- Direttore generale: Vicente Casado Salgado
- Direttore generale aggiunto: Manuel Novo
- Team manager: Vicente Valcarce[7]

Area comunicazione
- Consigliere di protocollo e relazioni istituzionali: Francisco Martín Aguilar

Area tecnica
- Direttore sportivo: Adrián Espárraga
- Allenatore: Bernd Schuster
- Allenatore in seconda: Fabio Celestini
- Preparatore dei portieri: Ángel Jesús Mejías
- Preparatori atletici: Carlos Pérez-Cascallana e Enrique Ruiz
- Addetto al campo: Vito Giráldez Carrasco
- Magazzinieri: Miguel Zambrana e Juan Carlos Salcedo

Area sanitaria
- Responsabile settore medico: Juan Carlos Pérez Frías[6]
- Fisioterapisti: Fernando Lacomba e Luis Barbado
- Massaggiatore: Marcelino Torrontegui
- Recupero infortunati: Hugo Camarero

## Rosa
| N. |                           | Ruolo | Calciatore          |
| -- | ------------------------- | ----- | ------------------- |
| 1  | Camerun (bandiera)        | P     | Idriss Kameni       |
| 2  | Spagna (bandiera)         | D     | Jesús Gámez         |
| 3  | Brasile (bandiera)        | D     | Weligton Oliveira   |
| 4  | Portogallo (bandiera)     | D     | Flávio Ferreira     |
| 5  | Portogallo (bandiera)     | D     | Vitorino Antunes    |
| 6  | Spagna (bandiera)         | C     | Ignacio Camacho     |
| 7  | Marocco (bandiera)        | A     | Mounir El Hamdaoui  |
| 8  | Spagna (bandiera)         | A     | Francisco Portillo  |
| 9  | Paraguay (bandiera)       | A     | Roque Santa Cruz    |
| 10 | Costa d'Avorio (bandiera) | A     | Bobley Anderson     |
| 10 | Ucraina (bandiera)        | A     | Oleksandr Yakovenko |
| 11 | Uruguay (bandiera)        | A     | Sebastián Fernández |
| 11 | Argentina (bandiera)      | C     | Pablo Pérez         |
| 12 | Argentina (bandiera)      | C     | Fernando Tissone    |
| 13 | Argentina (bandiera)      | P     | Wilfredo Caballero  |
| 14 | Cile (bandiera)           | C     | Pedro Morales       |

| N. |                       | Ruolo | Calciatore           |
| -- | --------------------- | ----- | -------------------- |
| 15 | Argentina (bandiera)  | D     | Marcos Angeleri      |
| 16 | Argentina (bandiera)  | A     | Ezequiel Rescaldani  |
| 17 | Portogallo (bandiera) | C     | Duda                 |
| 18 | Portogallo (bandiera) | D     | Eliseu               |
| 19 | Polonia (bandiera)    | A     | Bartłomiej Pawłowski |
| 20 | Spagna (bandiera)     | C     | Recio                |
| 20 | Spagna (bandiera)     | D     | José Manuel Casado   |
| 21 | Spagna (bandiera)     | D     | Sergio Sánchez       |
| 23 | Panama (bandiera)     | D     | Roberto Chen         |
| 23 | Marocco (bandiera)    | A     | Nordin Amrabat       |
| 24 | Spagna (bandiera)     | A     | Samu                 |
| 26 | Spagna (bandiera)     | A     | Juanmi               |
| 27 | Spagna (bandiera)     | P     | Aarón Escandell      |
| 28 | Camerun (bandiera)    | A     | Fabrice Olinga       |
| 30 | Spagna (bandiera)     | C     | Sergi Darder         |
| 32 | Spagna (bandiera)     | D     | Álex Portillo        |

## Calciomercato

### Sessione estiva(dall'1/7 al 2/9)
| Acquisti | Acquisti             | Acquisti         | Acquisti                |
| R.       | Nome                 | da               | Modalità                |
| -------- | -------------------- | ---------------- | ----------------------- |
| A        | Juanmi Jiménez       | Racing Santander | fine prestito           |
| C        | Recio                | Granada          | fine prestito           |
| P        | Rubén Iván Martínez  | Rayo Vallecano   | fine prestito           |
| C        | Edinho               | Académica        | fine prestito           |
| D        | Flávio Ferreira      | Académica        | definitivo (500.000 €)  |
| D        | Vitorino Antunes     | Paços Ferreira   | definitivo (1,25 mln €) |
| C        | Bobley Anderson      | Wydad Casablanca | definitivo (1 mln €)    |
| C        | Fernando Tissone     | svincolato       |                         |
| A        | Roque Santa Cruz     | svincolato       |                         |
| D        | Marcos Angeleri      | Estudiantes (LP) | definitivo (230.000 €)  |
| A        | Bartłomiej Pawłowski | Widzew Łódź      | definitivo (300.000 €)  |
| D        | Roberto Chen         | San Francisco    | definitivo (400.000 €)  |
| A        | Mounir El Hamdaoui   | Fiorentina       | prestito                |

| Cessioni | Cessioni            | Cessioni            | Cessioni              |
| R.       | Nome                | a                   | Modalità              |
| -------- | ------------------- | ------------------- | --------------------- |
| D        | Diego Lugano        | Paris Saint-Germain | fine prestito         |
| A        | Lucas Piazon        | Chelsea             | fine prestito         |
| D        | Oguchi Onyewu       | Sporting Lisbona    | fine prestito         |
| A        | Roque Santa Cruz    | Manchester City     | fine prestito         |
| C        | Manuel Iturra       |                     | svincolato            |
| C        | Edinho              |                     | svincolato            |
| C        | Joaquín             | Fiorentina          | definitivo (2 mln €)  |
| C        | Isco                | Real Madrid         | definitivo (30 mln €) |
| C        | Jérémy Toulalan     | Monaco              | definitivo (5 mln €)  |
| D        | Martín Demichelis   |                     | svincolato            |
| P        | Rubén Iván Martínez |                     | svincolato            |
| A        | Júlio Baptista      |                     | svincolato            |
| A        | Javier Saviola      |                     | svincolato            |
| C        | Recio               | Granada             | prestito              |
| A        | Sebastián Fernández |                     | svincolato            |

### Operazioni successive alla sessione estiva
| Acquisti | Acquisti           | Acquisti   | Acquisti |
| R.       | Nome               | da         | Modalità |
| -------- | ------------------ | ---------- | -------- |
| D        | José Manuel Casado | svincolato |          |

### Sessione invernale(dal 3/1 al 31/1)
| Acquisti | Acquisti            | Acquisti          | Acquisti               |
| R.       | Nome                | da                | Modalità               |
| -------- | ------------------- | ----------------- | ---------------------- |
| C        | Pablo Pérez         | Newell's Old Boys | definitivo (950.000 €) |
| A        | Nordin Amrabat      | Galatasaray       | prestito               |
| A        | Ezequiel Rescaldani | Vélez Sarsfield   | definitivo (300.000 €) |
| A        | Oleksandr Yakovenko | Fiorentina        | prestito               |

| Cessioni | Cessioni        | Cessioni            | Cessioni               |
| R.       | Nome            | a                   | Modalità               |
| -------- | --------------- | ------------------- | ---------------------- |
| A        | Fabrice Olinga  | Apollōn Limassol    | definitivo (500.000 €) |
| C        | Pedro Morales   | Vancouver Whitecaps | definitivo (350.000 €) |
| C        | Bobley Anderson | Zulte Waregem       | prestito               |
| D        | Roberto Chen    | Zulte Waregem       | prestito               |

## Risultati

### Primera División

#### Girone d'andata
| Arbitro: | Alfonso Javier Álvarez Izquierdo |

|              |           |  |
| R. Costa 64’ | Marcatori |  |

| Arbitro: | Antonio Miguel Mateu Lahoz |

|  |           |             |
|  | Marcatori | 44’ Adriano |

| Arbitro: | Carlos Del Cerro Grande |

|                  |           |                           |
| Gameiro 43’, 72’ | Marcatori | 39’ Morales 67’Santa Cruz |

| Arbitro: | Alejandro Hernández Hernández |

|                                                   |           |  |
| El Hamdaoui 30’, 61’, 66’ Portillo 39’ Eliseu 48’ | Marcatori |  |

| San Sebastián 21 settembre 2013, ore 16:00 CEST 5ª giornata | Real Sociedad                  | 0 – 0 referto | Malaga | Anoeta (25.265 spett.)\| Arbitro: \| José Antonio Teixeira Vitienes \| |
| Arbitro:                                                    | José Antonio Teixeira Vitienes |               |        |                                                                        |

| Arbitro: | Carlos Clos Gómez |

|                          |           |  |
| Tissone 69’ Portillo 89’ | Marcatori |  |

| Arbitro: | Juan Martínez Munuera |

|                            |           |                              |
| Javi Guerra 56’ Osorio 64’ | Marcatori | 23’ Santa Cruz 76’ Pawłowski |

| Arbitro: | Jesús Gil Manzano |

|  |           |           |
|  | Marcatori | 23’ Riera |

| Arbitro: | Miguel Ángel Ayza Gámez |

|                                      |           |  |
| Di María 46’ Cristiano Ronaldo 90+1’ | Marcatori |  |

| Arbitro: | Estrada Fernández |

|  |           |                                                        |
|  | Marcatori | 6’ 65’ Álex López 23’ Fernández 73’ Nolito 81’ Charles |

| Barcellona 29 ottobre 2013, ore 20:00 CET 11ª giornata | Espanyol                | 0 – 0 referto | Malaga | Cornellà-El Prat (17.500 spett.)\| Arbitro: \| Carlos Delgado Ferreiro \| |
| Arbitro:                                               | Carlos Delgado Ferreiro |               |        |                                                                           |

| Arbitro: | Undiano Mallenco |

|                                      |           |                        |
| Santa Cruz 13’ Eliseu 61’ Samu 90+3’ | Marcatori | 33’ Verdú 63’ Figueras |

| Arbitro: | Mateu Lahoz |

|                      |           |            |
| El-Arabi 47’ 58’ 77’ | Marcatori | 53’ Juanmi |

| Arbitro: | Iglesias Villanueva |

|            |           |                          |
| Juanmi 37’ | Marcatori | 53’ San José 85’ Muniain |

| Arbitro: | González González |

|             |           |                |
| Soriano 32’ | Marcatori | 90+4’ Weligton |

| Arbitro: | Álvarez Izquierdo |

|                |           |  |
| Santa Cruz 74’ | Marcatori |  |

| Arbitro: | Carlos del Cerro Grande |

|  |           |            |
|  | Marcatori | 7’ Camacho |

| Arbitro: | José Antonio Teixeira Vitienes |

|  |           |          |
|  | Marcatori | 70’ Koke |

| Arbitro: | Undiano Mallenco |

|            |           |  |
| Barral 19’ | Marcatori |  |

#### Girone di ritorno
| Malaga 17 gennaio 2014, ore 21:00 CET 20ª giornata | Malaga                  | 0 – 0 referto | Valencia | La Rosaleda (15.102 spett.)\| Arbitro: \| Carlos Velasco Carballo \| |
| Arbitro:                                           | Carlos Velasco Carballo |               |          |                                                                      |

| Arbitro: | Carlos Clos Gómez |

|                                 |           |  |
| Piqué 40’ Pedro 55’ Sánchez 61’ | Marcatori |  |

| Arbitro: | González González |

|                       |           |                     |
| Duda 30’ 83’ Samu 77’ | Marcatori | 48’ Bacca 66’ Fazio |

| Arbitro: | Mateu Lahoz |

|                                           |           |               |
| Falque 26’ 63’ Arbilla 28’ Larrivey 45+1’ | Marcatori | 72’ Yakovenko |

| Arbitro: | Carlos del Cerro Grande |

|  |           |         |
|  | Marcatori | 9’ Vela |

| Almería 22 febbraio 2014, ore 22:00 CET 25ª giornata | Almería               | 0 – 0 referto | Malaga | Stadio dei Giochi del Mediterraneo (9.784 spett.)\| Arbitro: \| César Muñiz Fernández \| |
| Arbitro:                                             | César Muñiz Fernández |               |        |                                                                                          |

| Arbitro: | Undiano Mallenco |

|                |           |             |
| Santa Cruz 13’ | Marcatori | 30’ Larsson |

| Arbitro: | Fernando Teixeira Vitienes |

|  |           |                      |
|  | Marcatori | 13’ Samu 65’ Amrabat |

| Arbitro: | Juan Martínez Munuera |

|  |           |                       |
|  | Marcatori | 23’ Cristiano Ronaldo |

| Arbitro: | Jesús Gil Manzano |

|  |           |                 |
|  | Marcatori | 24’ 32’ Camacho |

| Arbitro: | Carlos Delgado Ferreiro |

|           |           |                      |
| Perez 34’ | Marcatori | 33’ García 76’ Pizzi |

| Arbitro: | Mateu Lahoz |

|           |           |                       |
| Reyes 29’ | Marcatori | 83’ Juanmi 87’ Darder |

| Arbitro: | Fernando Teixeira Vitienes |

|                                        |           |              |
| Camacho 14’ 37’ Amrabat 50’ Juanmi 74’ | Marcatori | 78’ El-Arabi |

| Arbitro: | González González |

|                           |           |  |
| Aduriz 4’ 46’ Herrera 62’ | Marcatori |  |

| Arbitro: | Álvarez Izquierdo |

|                          |           |  |
| Santa Cruz 6’ Darder 53’ | Marcatori |  |

| Arbitro: | César Muñiz Fernández |

|            |           |  |
| Colunga 7’ | Marcatori |  |

| Arbitro: | Estrada Fernández |

|  |           |               |
|  | Marcatori | 11’ Rodrigues |

| Arbitro: | José Antonio Teixeira Vitienes |

|                  |           |          |
| Alderweireld 74’ | Marcatori | 66’ Samu |

| Arbitro: | Eduardo Prieto Iglesias |

|              |           |  |
| Portillo 60’ | Marcatori |  |

### Coppa del Re

#### Sedicesimi di finale
| Arbitro: | Jesús Gil Manzano |

|                                    |           |                                    |
| Sánchez 31’ Antunes 37’ Juanmi 47’ | Marcatori | 57’ Torres 61’ Onwu 71’ Armenteros |

| Arbitro: | Miguel Ángel Ayza Gámez |

|             |           |            |
| Weligton 1’ | Marcatori | 61’ Eliseu |

## Statistiche

### Statistiche di squadra
| Competizione     | Punti | In casa | In casa | In casa | In casa | In casa | In casa | In trasferta | In trasferta | In trasferta | In trasferta | In trasferta | In trasferta | Totale | Totale | Totale | Totale | Totale | Totale | DR |
| Competizione     | Punti | G       | V       | N       | P       | Gf      | Gs      | G            | V            | N            | P            | Gf           | Gs           | G      | V      | N      | P      | Gf     | Gs     | DR |
| ---------------- | ----- | ------- | ------- | ------- | ------- | ------- | ------- | ------------ | ------------ | ------------ | ------------ | ------------ | ------------ | ------ | ------ | ------ | ------ | ------ | ------ | -- |
| Primera División | 45    | 19      | 8       | 2       | 9       | 24      | 21      | 19           | 4            | 7            | 8            | 15           | 25           | 38     | 12     | 9      | 17     | 39     | 46     | -7 |
| Coppa del Re     | -     | 1       | 0       | 1       | 0       | 3       | 3       | 1            | 0            | 1            | 0            | 1            | 1            | 2      | 0      | 2      | 0      | 4      | 4      | 0  |
| Totale           | 45    | 20      | 8       | 3       | 9       | 27      | 24      | 20           | 4            | 8            | 8            | 16           | 26           | 40     | 12     | 11     | 17     | 43     | 50     | -7 |

### Statistiche dei giocatori
In corsivo i giocatori che hanno lasciato la squadra durante la stagione. 
| Giocatore      | Primera División | Primera División | Primera División | Primera División | Coppa di Spagna | Coppa di Spagna | Coppa di Spagna | Coppa di Spagna | Totale   | Totale | Totale      | Totale     |
| Giocatore      | Presenze         | Reti             | Ammonizioni      | Espulsioni       | Presenze        | Reti            | Ammonizioni     | Espulsioni      | Presenze | Reti   | Ammonizioni | Espulsioni |
| -------------- | ---------------- | ---------------- | ---------------- | ---------------- | --------------- | --------------- | --------------- | --------------- | -------- | ------ | ----------- | ---------- |
| N. Amrabat     | 15               | 2                | 1                | 1                | 0               | 0               | 0               | 0               | 15       | 2      | 1           | 1          |
| B. Anderson    | 8                | 0                | 1                | 0                | 1               | 0               | 0               | 0               | 9        | 0      | 1           | 0          |
| M. Angeleri    | 26               | 0                | 7                | 2                | 2               | 0               | 1               | 0               | 28       | 0      | 8           | 2          |
| V. Antunes     | 36               | 0                | 12               | 0                | 2               | 1               | 0               | 0               | 38       | 1      | 12          | 0          |
| W. Caballero   | 38               | -46              | 3                | 0                | 1               | -3              | 0               | 0               | 39       | -49    | 3           | 0          |
| I. Camacho     | 33               | 5                | 7                | 0                | 1               | 0               | 0               | 1               | 34       | 5      | 7           | 1          |
| J. M. Casado   | 2                | 0                | 0                | 0                | 0               | 0               | 0               | 0               | 2        | 0      | 0           | 0          |
| R. Chen        | 2                | 0                | 1                | 0                | 0               | 0               | 0               | 0               | 2        | 0      | 1           | 0          |
| S. Darder      | 29               | 2                | 6                | 0                | 1               | 0               | 1               | 0               | 30       | 2      | 7           | 0          |
| Duda           | 24               | 2                | 10               | 2                | 2               | 0               | 0               | 0               | 26       | 2      | 10          | 2          |
| M. El Hamdaoui | 13               | 3                | 0                | 0                | 0               | 0               | 0               | 0               | 13       | 3      | 0           | 0          |
| Eliseu         | 28               | 2                | 9                | 0                | 2               | 1               | 0               | 0               | 30       | 3      | 9           | 0          |
| A. Escandell   | 0                | 0                | 0                | 0                | 0               | 0               | 0               | 0               | 0        | 0      | 0           | 0          |
| S. Fernández   | 2                | 0                | 0                | 0                | -               | -               | -               | -               | 2        | 0      | 0           | 0          |
| F. Ferreira    | 16               | 0                | 6                | 0                | 0               | 0               | 0               | 0               | 16       | 0      | 6           | 0          |
| J. Gámez       | 28               | 0                | 9                | 1                | 2               | 0               | 2               | 0               | 30       | 0      | 11          | 1          |
| Juanmi         | 22               | 4                | 4                | 0                | 2               | 1               | 0               | 0               | 24       | 5      | 4           | 0          |
| I. Kameni      | 0                | 0                | 0                | 0                | 1               | -1              | 0               | 0               | 1        | -1     | 0           | 0          |
| P. Morales     | 15               | 1                | 1                | 0                | 2               | 0               | 0               | 0               | 17       | 1      | 1           | 0          |
| F. Olinga      | 8                | 0                | 2                | 0                | 0               | 0               | 0               | 0               | 8        | 0      | 2           | 0          |
| W. Oliveira    | 16               | 1                | 6                | 0                | 1               | 0               | 0               | 0               | 17       | 1      | 6           | 0          |
| B. Pawłowski   | 8                | 1                | 1                | 0                | 0               | 0               | 0               | 0               | 8        | 1      | 1           | 0          |
| P. Pérez       | 11               | 1                | 4                | 1                | 0               | 0               | 0               | 0               | 11       | 1      | 4           | 1          |
| Á. Portillo    | 0                | 0                | 0                | 0                | 0               | 0               | 0               | 0               | 0        | 0      | 0           | 0          |
| F. Portillo    | 25               | 3                | 0                | 1                | 2               | 0               | 0               | 0               | 27       | 3      | 0           | 1          |
| Recio          | 0                | 0                | 0                | 0                | -               | -               | -               | -               | 0        | 0      | 0           | 0          |
| E. Rescaldani  | 6                | 0                | 0                | 0                | 0               | 0               | 0               | 0               | 6        | 0      | 0           | 0          |
| Samu           | 27               | 4                | 4                | 0                | 1               | 0               | 1               | 0               | 28       | 4      | 5           | 0          |
| S. Sánchez     | 27               | 0                | 11               | 1                | 1               | 1               | 0               | 0               | 28       | 1      | 11          | 1          |
| R. Santa Cruz  | 31               | 6                | 1                | 0                | 1               | 0               | 0               | 0               | 32       | 6      | 1           | 0          |
| F. Tissone     | 26               | 1                | 6                | 0                | 2               | 0               | 0               | 0               | 28       | 1      | 6           | 0          |
| O. Yakovenko   | 9                | 1                | 4                | 0                | 0               | 0               | 0               | 0               | 9        | 1      | 4           | 0          |

## Giovanili

### Organigramma societario
Area direttiva
- Direttore giovanili: Manel Casanova
- Vice-direttori: Antonio Benítez e Francesc Arnau
- Formazione e metodologia: Carlos Antón e Manuel Ruano
- Tecnicizzazione: Julen Guerrero
- Scuola di calcio e calcio a 7: Abdullah Ben Barek

Area tecnica - Atlético Malagueño
- Team manager: Francisco García
- Direttore sportivo: Antonio Fernández
- Allenatore: Salva Ballesta
- Allenatori in seconda: Raul Castillo
- Preparatore atletico: Juan José Rico
- Analista partite: Salvador Díaz Bernal
- Magazziniere: Miguel Ángel Meléndez

Area tecnica - Juvenil A
- Tema manager: Rafael Guillén
- Allenatore: Carlos Antón Cuesta
- Allenatore in seconda: Julio A. Rodríguez
- Preparatore dei portieri: Francisco Ruiz
- Preparatore atletico: Manuel Gestoso Campos
- Magazziniere: José Manuel Luque

Area tecnica - Juvenil B
- Team manager: Rafael Fernández
- Allenatore: Manuel Ruano Bausán
- Allenatore in seconda: Raul Iznata Zabala
- Preparatore dei portieri: Mario Bazán Díaz
- Preparatori atletici: Juan Ferrando Fenoll e Jose Luis Schneider

Area tecnica - Cadete A
- Team manager: Sergio Velasco Ortega
- Allenatore: Andrés Carrasco
- Allenatore in seconda: Carlos González
- Preparatore dei portieri: Francisco J. Jerez
- Preparatore atletico: Alejandro Añon
- Magazziniere: Ahmed Fartan

Area tecnica - Cadete B
- Team manager: Javier Luque Palomino
- Allenatore: Juan Carlos Cuevas
- Allenatore in seconda: Juan L. Aguilocho
- Preparatore atletico: Pablo Roig Fernández
- Magazziniere: Félix Ramón Ceiba

Area tecnica - Infantil A
- Team manager: Borja Arias
- Allenatore: Javier Morán Balmaseda
- Allenatore in seconda: Alberto Párraga
- Preparatore dei portieri: Daniel Fernández
- Preparatore atletico: José A. García
- Magazziniere: Francisco Ramos

Area tecnica - Infantil B
- Team manager: Rodolfo González
- Allenatore: Rodrigo Hernando
- Allenatore in seconda: Fabio Rodríguez
- Magazziniere: Rodolfo González

Area sanitaria
- Psicologo sportivo: Unai Melgosa[37]
- Responsabile settore medico Atlético Malagueño: Manuel Escalona[38]
- Fisioterapista Atlético Malagueño: Pedro F. Serrano[38]
- Recupero infortunati Atlético Malagueño: Juan José Méndez[38]
- Fisioterapista Juvenil A: Miguel A. Meléndez[39]
- Fisioterapisti Juvenil B: Iván Medina e José Tapia[40]
- Fisioterapista Cadete B: Juan Manuel Nieblas[42]
- Fisioterapista Infantil A: Miguel Jiménez[43]
- Fisioterapista Infantil B: Pablo Pérez Tirado[44]